# Djoke van Marum
Djoke van Marum (22 september 1959) is een Nederlands zitvolleybalster en woont in Huizen.
Van Marum is in 2008 uitgekomen voor Nederland op de Paralympische Zomerspelen in Peking, alwaar zij met het team brons behaalde. Het team bestond verder uit: Sanne Bakker, Karin van der Haar, Karin Harmsen, Paula List, Elvira Stinissen, Josien ten Thije, Rika de Vries en Petra Westerhof.
In het dagelijks leven is zij leerkracht Vorming, Scholing en Training op een school voor mensen met een verstandelijke en visuele beperking.